# Aenictus piercei
Aenictus piercei es una especie de hormiga guerrera del género Aenictus, familia Formicidae. Fue descrita científicamente por Wheeler & Chapman en 1930.
Se distribuye por China, India y Filipinas.